# 西神自動車道
西神自動車道（せいしんじどうしゃどう）は神戸市の神戸淡路鳴門自動車道と三木市の山陽自動車道を結ぶ路線として第四次全国総合開発計画において計画された国土交通大臣指定に基づく高規格幹線道路（一般国道の自動車専用道路）（B路線）である。
三木JCT - 神戸西ICは、当時の日本道路公団により山陽自動車道として建設、神戸西IC - 垂水JCTは阪神国道工事事務所の直轄事業国道28号西神道路として建設され、当時の本州四国連絡橋公団に移管された。現在は本州四国連絡高速道路株式会社が国道28号神戸淡路鳴門自動車道として管理している。
このような背景から西神自動車道という道路名を見かけることは無い。

## 歴史
- 1998年4月5日：山陽自動車道・神戸淡路鳴門自動車道として開通